# Anacamptodes pseudoherse
Anacamptodes pseudoherse is een vlinder uit de familie van de spanners (Geometridae). De wetenschappelijke naam van de soort is voor het eerst geldig gepubliceerd in 1966 door Rindge.